# Kauerndorf (Altenburg)

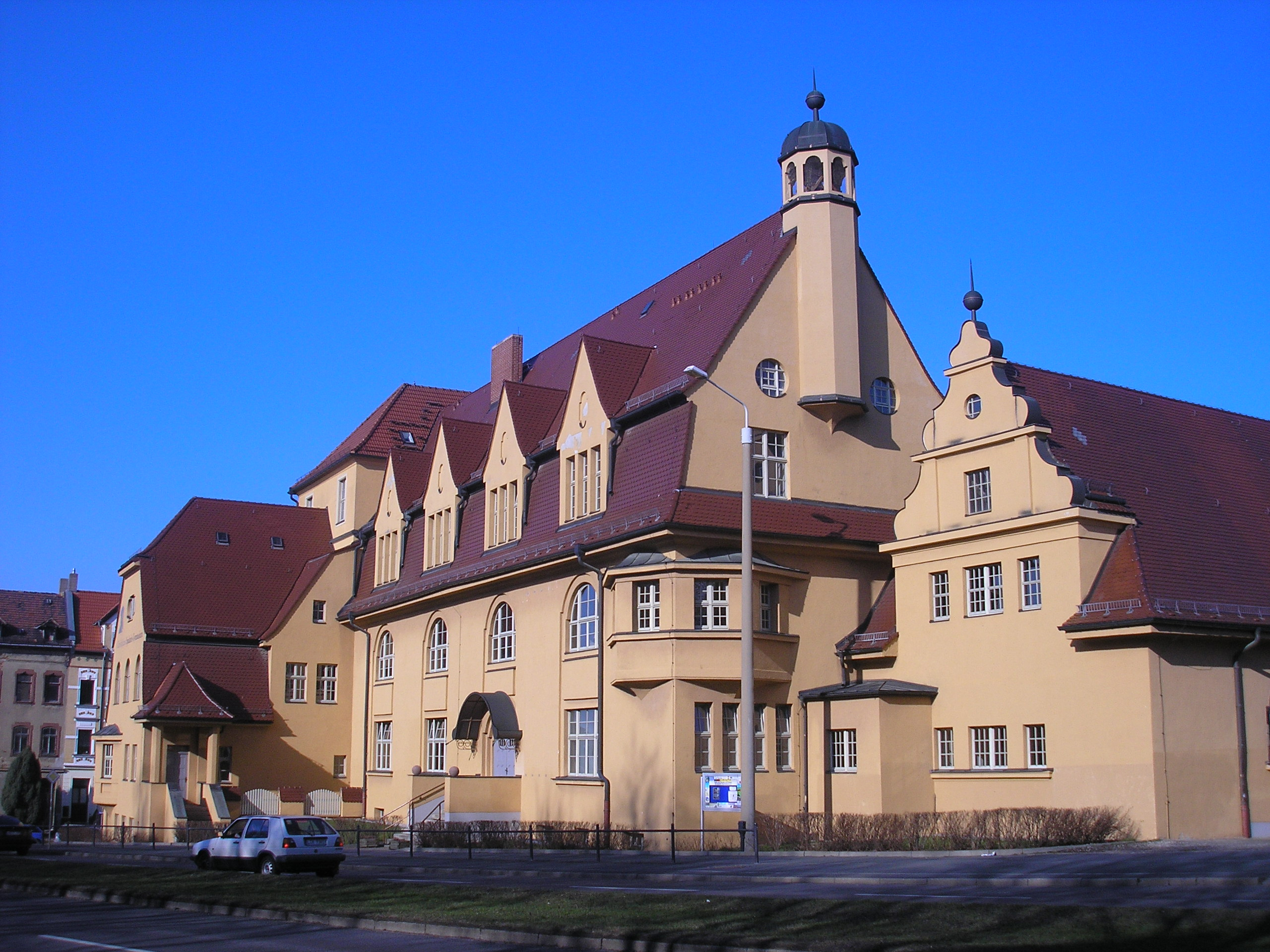
Das Spalatingymnasium in Kauerndorf

Kauerndorf ist ein Stadtteil der Skatstadt Altenburg in Thüringen, der durch seine verkehrsgünstige Lage am Altenburger Bahnhof besonders während der Industrialisierung um das fast 20-fache seiner Einwohnerzahl wuchs. So entstanden viele Bürgerhäuser der Gründerzeit. Die Altenburger Brauerei befindet sich in Kauerndorf.

## Geographie
Kauerndorf ist größtenteils bebaut, grenzt jedoch im Südwesten an das Waldstück Talsohle. Lediglich die nördlichen Ausläufer um den historischen Ortskern herum zeigen, dass es sich um ein Dorf handelte. Der Deutsche Bach fließt durch den kompletten Stadtteil, der dann im benachbarten Rasephas in die Blaue Flut mündet, die zum Einzugsgebiet der Pleiße gehört. Das Gewässer staute bis ins 19. Jahrhundert eine Wallinsel an, diese deutet auf die Existenz einer mittelalterlichen Wasserburg hin. Die höchste Erhebung Kauerndorfs ist der Lerchenberg.

## Geschichte
Erstmals urkundlich erwähnt im Zehntregister des Klosters Bosau wird der Ort 1181. In Kauerndorf existierte bis 1974 ein Rittergut, welches allerdings keine Patronatsrechte über Kirchen und Pfarreien besaß. So existiert in dem Ort nicht wie sonst üblich in Rittergutssitzen eine Kirche, der Ort ist nach Rasephas eingepfarrt. Auf der Thümmel-Katasterkarte von 1800 existierten neben diesem ein weiterer Vierseithof sowie 12 Handfrongüter. Im Jahre 1837 hatte Kauerndorf 102 Einwohner. Das Rittergut wurde 1805 komplett abgebrochen und 1806/07 neu aufgebaut. Da der Besitzer, der sächsische Kavallerieoffizier Hans von Weidenbach, bäuerliche Traditionen mochte, so kleidete er sich auch in deren Tracht, es entstand einer der schönsten Altenburger Vierseithöfe, der jedoch 1968 einem Brand zum Opfer fiel. Im Jahr 1974 wurde der größte Teil des Rittergutes abgebrochen um Platz für den vierspurigen Kreuzungsausbau der damaligen Leninstraße (heutige Kauerndorfer Allee, B180) und der Otto-Grotewohl-Allee (Offenburger Allee) zu realisieren. Erhalten blieb lediglich das südliche Stallgebäude.
Kauerndorf gehörte zum wettinischen Amt Altenburg, welches ab dem 16. Jahrhundert aufgrund mehrerer Teilungen im Lauf seines Bestehens unter der Hoheit folgender Ernestinischer Herzogtümer stand: Herzogtum Sachsen (1554 bis 1572), Herzogtum Sachsen-Weimar (1572 bis 1603), Herzogtum Sachsen-Altenburg (1603 bis 1672), Herzogtum Sachsen-Gotha-Altenburg (1672 bis 1826). Bei der Neuordnung der Ernestinischen Herzogtümer im Jahr 1826 kam der Ort wiederum zum Herzogtum Sachsen-Altenburg. Nach der Verwaltungsreform im Herzogtum gehörte er bezüglich der Verwaltung zum Ostkreis (bis 1900) bzw. zum Landratsamt Altenburg (ab 1900). Der Ort wuchs besonders während der Industrialisierung, so besteht der Süden des Ortes aus repräsentativen Bürgerhäusern. Die Einwohnerzahl betrug 1910 2024 Personen. In dem Stadtteil befindet sich das Christliche Spalatin-Gymnasium, sowie die 1871 eröffnete Altenburger Brauerei. Kauerndorf gehörte ab 1918 zum Freistaat Sachsen-Altenburg, der 1920 im Land Thüringen aufging. Kauerndorf wurde im Zuge der zweiten großen Eingemeindung Altenburgs am 1. Oktober 1922 in die Stadt eingegliedert und hatte damals etwa 2000 Einwohner.
Mit der ersten Kreisreform der DDR im Jahr 1950 kam Kauerndorf als Stadtteil von Altenburg zum Landkreis Altenburg. Bei der zweiten Kreisreform in der DDR wurden 1952 die bestehenden Länder aufgelöst und die Landkreise neu zugeschnitten. Somit kam Kauerndorf mit dem Kreis Altenburg an den Bezirk Leipzig, der seit 1990 als Landkreis Altenburg zu Thüringen gehörte und 1994 im Landkreis Altenburger Land aufging.

## Verkehr
Durch den Stadtteil führt die nach ihm benannte Bundesstraße 180, die Kauerndorfer Allee. Außerdem befindet sich in dessen Nähe der Altenburger Bahnhof.

## Museen
Die Brauerei unterhält zudem noch das Altenburger Brauereimuseum in der gleichnamigen Straße, unweit der Kauerndorfer Allee.

## Persönlichkeiten
- Hermann Haucke (1886–1925), Landschaftsmaler der Düsseldorfer Schule